# Steinberg (ort)
Steinberg är en tätort i Drammens kommun, Buskerud fylke, Norge. Steinberg ligger mellan Mjøndalen och Hokksund på södra sidan av Drammenselva. Steinberg har cirka 1 000 invånare. Det finns inga butiker här men en järnvägsstation. Steinberg IF har egen fotbollsplan och klubbhus. 